# Округ Сангамон (Илиноис)
Сангамон (енгл. Sangamon County) је округ у америчкој савезној држави Илиноис.

## Демографија
По попису из 2010. године број становника је 197.465, што је 8.514 (4,5%) становника више него 2000. године.
| Група             | 2000.           | 2010.           |
| Белци             | 163.967 (86,8%) | 162.987 (82,5%) |
| Афроамериканци    | 18.237 (9,7%)   | 23.335 (11,8%)  |
| Азијати           | 2.082 (1,1%)    | 3.220 (1,6%)    |
| Хиспаноамериканци | 2.000 (1,1%)    | 3.480 (1,8%)    |
| Укупно            | 188.951         | 197.465         |